# Armadillo proximatus
Armadillo proximatus är en kräftdjursart som beskrevs av Gustav Budde-Lund 1904. Armadillo proximatus ingår i släktet Armadillo och familjen Armadillidae. Inga underarter finns listade i Catalogue of Life.